# 司馬榦
司馬 榦（しば かん、太和6年（232年）- 永嘉5年1月22日（311年2月26日））は、西晋の皇族。字は子良。司馬懿の第6子。生母は張春華で司馬師・司馬昭の同母弟。司馬亮・司馬伷・司馬京・司馬駿の異母弟。司馬肜・司馬倫の異母兄。妻は満寵の娘。平原王に封じられた。

## 生涯

### 魏・晋武帝の時代
魏の時代は安陽亭侯・平陽郷侯を得、散騎常侍・撫軍中郎将に任じられた。咸熙元年（264年）に五等爵が創設されると、定陶伯に改封。
泰始元年（265年）、甥の司馬炎（武帝）が禅譲により皇帝として即位すると、平原王に封じられ、1万1300戸の食邑、鼓吹と馬2匹を下賜され、侍中の服を加えられた。司馬炎は咸寧の初めに一族の諸王を封国に赴かせたが、司馬榦には重い病気があって精神が正常ではなく、性格は極めて純粋で欲が少なかったので、特詔によって都に留めた。太康の末に光禄大夫を拝命し、侍中を加官、特別に金章紫綬を仮されて、序列は三公に次いだ。太熙元年（290年）に恵帝が即位すると、更に左光禄大夫に昇進し、剣履上殿と入朝不趨を許された。

### 奇行
司馬榦は自ら政務は執り行わなかったが、人事異動をする際には必ず才能で選んだ。爵位や俸禄がありながら、まるで自分にはないような様子で、秩禄や布帛はすべて山積みにして腐らせてしまった。長雨が続いた時は、牛車を外に出して露車（幌のない車）を中に入れた。ある者がその訳を尋ねると、「覆いのないものは中に入れたほうがいい」と答えた。また、朝臣が訪問して名前を伝えても、司馬榦は必ず車馬を門外に留めさせて、あるときは一晩中会わないこともあった。天子に拝謁した際、他人との応対は穏和で恭順であり、まったく落ち度はなかった。相次いで愛妾が亡くなったが、棺に収めても釘を打たなかった。そして空室に置いておき、何日間か見に行ったり、その遺体に淫らな行為を行ない、屍が腐壊すると初めて葬った。

### 一族抗争の中で
異母弟の趙王司馬倫が恵帝を輔政するようになると、司馬榦を衛将軍に任命した。永寧元年（301年）、恵帝に迫って帝位に登った司馬倫に諸王が反発し、斉王司馬冏が司馬倫を打ち破ると、宗族や朝臣はみな牛と酒を持ち寄って司馬冏をねぎらったが、司馬榦だけは百銭を懐に帯び、司馬冏に会うと百銭を出して言った。
「趙王が反乱した時、あなたが天下のために挙兵したのはあなたの功績である。いま百銭であなたを祝おう。しかしながら、事態は依然として決着したわけではないから、慎まなければならない。」
司馬倫が敗死して恵帝が復位すると、司馬榦は再び侍中になり、太保を加えられた。司馬冏が輔政すると、司馬榦は司馬冏を訪ね、司馬冏は出迎えた。司馬榦は司馬冏の邸に入ると寝台に胡坐をかき、司馬冏を座らせないで言った。
「あなたは白女の子を真似してはいけない。」
白女は白に木偏を加えると柏、つまり父の司馬懿の側室の柏夫人を示し、白女の子は司馬倫を指していたのである。
永寧2年（302年）、司馬冏が司馬倫誅殺を共に謀った常山王司馬乂・成都王司馬穎・河間王司馬顒に誅殺されるに及んで、司馬榦は慟哭して側近に言った。
「宗室は日に衰退していて、この子（司馬冏）がもっとも良かったのに、殺されたとなると、今後の行く末は危うい！」
その司馬榦の予想通り、司馬冏亡き後の主導権を巡り、今度は司馬乂が司馬穎・司馬顒の間に対立が生じ、永安元年（304年）に司馬乂は司馬穎・司馬顒らによって炙り殺される。更に、その司馬穎と司馬顒は司馬乂討伐に呼応した東海王司馬越の手によって光熙元年（306年）に殺されるなど、一族同士の骨肉の争い（八王の乱）が続き、晋王朝は弱体化する。

### 晩年
東海王司馬越が興義して洛陽に至ると、司馬越は司馬榦の元を訪ねたが、司馬榦は門を閉ざして面会しなかった。司馬越がしばらく車を止めていると、ようやく司馬榦は人を挨拶に遣わして、自分は門の隙間から様子をうかがっていた。当時の人々はその意図を理解できず、ある者はこれを病気のせいとし、ある者は隠居と見なした。永嘉5年正月庚辰（311年2月26日）、80歳で死去。司馬榦の死後まもなくして劉聡の洛陽寇略があったので、諡号を贈る余裕がなかった。嫡男の司馬広は早くに卒した。次男の司馬永は太熙元年（290年）に安徳県公に封じられ、散騎常侍となった。2人とも善士であった。永嘉の乱に遭い、一門は滅亡した。

## 宗室

### 子
- 世子 司馬広
- 安徳県公 司馬永